# Федор Хербут
Федор Хербут (Врбас, 2. мај 1932 — 25. септембар 2023) био је српски теоријски физичар, светски познат по достигнућима из квантне механике и квантне теорије информације. Живио је и радио у Београду.

## Биографија
Федор Хербут је русинског порекла, родом из Руског Крстура, где је завршио основну четворогодишњу школу на русинском језику. Школовање је наставио у Новом Саду у осмогодишњој гимназији коју је завршио 1951. године.
Уписао је физику на Природно-математичком факултету у Београду и дипломирао 1957. Након завршених студија, три године је радио као млађи научни сарадник на Институту „Борис Кидрич“ у Винчи (данашњи Институт за нуклеарне науке Винча).
Године 1960. уписао је као стипендиста Института „Борис Кидрич“, постдипломске студије на Универзитету у Бирмингему у Енглеској на одељењу за теоријску физику у класи професора Рудолфа Ернеста Паиерлс. Докторирао је с почастима 1964. Последње две године докторских студија је паралелно радио и на Институту. Унапређен је у научног сарадника 1965, а у вишег научног сарадника 1974. Године 1976. напустио је Институт продуживши свој истраживачки рад као доцент на Природно-математичком факултету у Београду. Две године касније постао је ванредни професор, а 1984. редовни професор. Од 1988. је дописни члан и председник Одбора за физику САНУ. Пензионисао се 1997. године. Након пензионисања наставља активности у САНУ, те 2003. добија статус редовног члана Академије.

## Истраживачки рад
Истраживачки рад Федора Хербута може се поделити у три целине:
- Основи квантне механике – репрезентација вектора стања двочестичних система антилинеарним Хилберт-Шмитовим операторима, антиунитарни корелациони оператори, кохеренција, АПР парадокс, постшредингерова генералиција АПР парадокса, теорија Хартри-Богољубова, скривене варијабле, идентичне честице, теорија мерења, извођење закона вероватноће у квантној механици, квантна логика, квантно-механички увид у квантне експерименте, интерпретација релативних стања, ретроактивно посматрање догађаја, двојне опсервабле
- Основе квантне теорије информације – корелације у бипартитивним и мултипартитивним системима
- Методолошка истраживања – симетрије и теорија група, примењена математика и математичка физика